# Heteranthus insignis
Heteranthus insignis är en havsanemonart som beskrevs av Oscar Henrik Carlgren 1943. Heteranthus insignis ingår i släktet Heteranthus och familjen Phymanthidae. Inga underarter finns listade i Catalogue of Life.